# Via Herculia

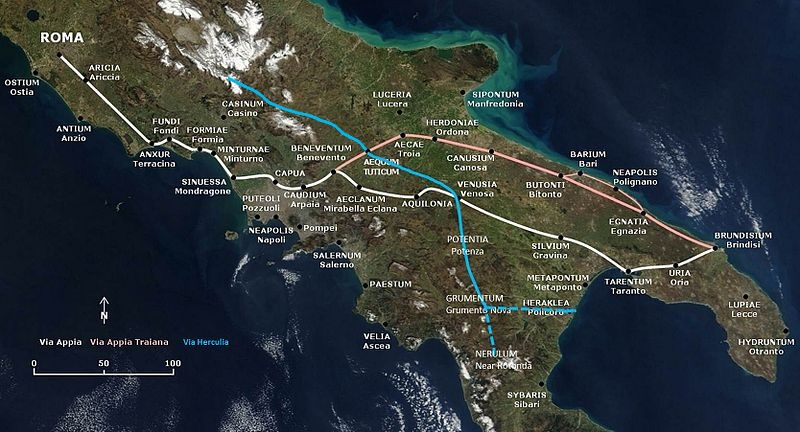
La via Herculia (in blu) in rapporto alla preesistente via Traiana (in rosso) e all'ancor più antica via Appia (in bianco).

La via Herculia (detta anche Herculea, Herculeia, Erculea o Erculia) era un'antica strada romana che collegava il Sannio alla Lucania. Realizzata alla fine del III secolo per volere di Diocleziano, deve il suo nome a Massimiano Erculio, cesare e augusto  durante la Tetrarchia, il quale ne curò il completamento.

## Storia
L'ipotesi più verosimile è che la via Herculia non sia stata costruita interamente ex-novo, poiché almeno alcuni tratti del percorso dovevano essere preesistenti; ad esempio, la tratta iniziale (fino al vicus di Aequum Tuticum) appariva già raffigurata nell'itinerarium Antonini, la cui edizione originale era con ogni probabilità antecedente (seppur di poco) all'epoca di costruzione della strada. Poiché però le distanze indicate nell'itinerarium erano superiori, si presume che molti tratti originariamente tortuosi siano stati rettificati.

## Percorso
Permangono molte incertezze sul tratto settentrionale e su quello meridionale dell'arteria, mentre meglio conosciuto è il tratto intermedio che dal Sannio irpino, e precisamente dal vicus di Aequum Tuticum, giungeva fino a Grumentum, in Lucania.
All'altezza di Aequum Tuticum (nella valle del Miscano) la via Herculia intersecava infatti la via Traiana per poi varcare la sella di Ariano, risalire l'alta valle del Cervaro con direzione sud-sud-est e raggiungere le attuali località San Cesareo, Civita e Scampitella. Dopodiché la strada virava in direzione est-sud-est alla volta di Santa Maria d'Olivola (ove doveva trovarsi la statio di Matrem Magnam) e di Rocchetta Sant'Antonio. Superato il fiume Ofanto la via si dirigeva quindi verso la Lucania toccando i centri di Venusia (ove incrociava la via Appia), Potentia e Grumentum.
Per quanto riguarda il tratto settentrionale una colonna miliare, reperita nel 1984 nella valle del Cervaro (presso Ariano Irpino) e custodita nel lapidarium della Villa comunale, indica in 8 miglia la distanza ab Aequo (ossia da Aequum Tuticum) e in 83 miglia la distanza ab Aufidena (da Aufidena, nella val di Sangro), il che attesta che la via Herculia iniziava il suo percorso nel Sannio settentrionale. Il tracciato esatto rimane però ignoto, benché l'ipotesi più plausibile configuri una parziale sovrapposizione tra la via Herculia e l'antico tratturo Pescasseroli-Candela passante per Aesernia, Bovianum e Saepinum; in tale settore l'unica traccia sicura è comunque un miliario rinvenuto a Castelpetroso.
In quanto al tratto meridionale, rimane incerta la direzione presa dalla strada a sud di Grumentum. L'ipotesi più condivisa, già a partire da indagini dell'Ottocento, vedrebbe la via Herculia proseguire verso sud, passando per la stazione di Semuncla, fino alla città di Nerulum, nelle cui vicinanze sarebbe confluita nella via Popilia che collegava Capua a Regium (Reggio Calabria). Altri studiosi, invece, ritengono che, arrivata a Grumentum, l'arteria volgesse a est in direzione di Heraclea sulle sponde del Mar Ionio. Indipendentemente da ciò, la via Herculia è considerata la strada di maggiore importanza che percorreva la Lucania in epoca romana, in virtù del diretto collegamento con le vie consolari Appia e Traiana.